# Duellmanohyla uranochroa
Duellmanohyla uranochroa is een kikker uit de familie boomkikkers (Hylidae). De soort komt voor in Midden-Amerika en wordt met uitsterven bedreigd. De soort werd voor het eerst wetenschappelijk beschreven door Edward Drinker Cope in 1875. Oorspronkelijk werd de wetenschappelijke naam Hyla uranochroa gebruikt. De beschermingsstatus van deze soort wordt door de IUCN sinds 2013 als bedreigd geclassificeerd, nadat het eerder de kritieke status had.

## Uiterlijke kenmerken
De naam van Duellmanohyla uranochroa is afgeleid van de bloedrode ogen die doen denken aan de roodoogmakikikker (Agalychnis callydrias), en daar is deze soort ook aan verwant. De basiskleur van het lichaam is bladgroen, en omdat van kleur kan worden veranderd kunnen ook allerlei diverse groen- en bruintinten worden aangenomen al naargelang de omstandigheden. De buik is heldergeel en de onderzijde van de poten wat lichter geel. Over de flank loop een lichte streep die doorloopt tot de kop en de bovenlip, die wit tot geel van kleur is. Ook over de poten loopt een witte streep en de huid van deze kikker is aan de bovenzijde erg glad maar iets ruwer op de buik.

## Leefwijze
Het voedsel bestaat uit kleine ongewervelden zoals insecten, waar tijdens de schemering en 's nachts op wordt gejaagd. Overdag zit de kikker meestal verstopt in de kelkvormige bladeren van een bromelia.

## Verspreiding en habitat
Duellmanohyla uranochroa komt voor in westelijk Panama en Costa Rica. De habitat bestaat uit subtropische regenwouden en de kikker houdt van warme en vochtige omgevingen en leeft in open plekken waar struiken groeien. Meestal wordt deze soort 600 tot 1750 meter boven zeeniveau aangetroffen. De kikker was voorheen algemeen in Costa Rica, maar uiteindelijk waren er alleen nog restpopulaties in Monteverde en Tuis de Turrialba. De populatie in Monteverde laat de laatste jaren een verbeterende trend zien, een ontwikkeling die ook bij enkele andere soorten wordt waargenomen. Sinds 2007 zijn er echter meerdere waarnemingen gedaan in de Caribische zijde van de Cordillera de Talamanca bij Fila Matama in Internationaal park La Amistad. In Panama zijn restpopulaties van de soort in Reserva Forestal La Fortuna en Bosque Protector Palo Seco. De populatie in La Fortuna lijkt toe te nemen. In 2009 werden slechts twee exemplaren gevonden tijdens meerdere bezoeken aan het gebied, maar bij later veldwerk werden er elf gezien in één nacht bij Río Hornito in La Fortuna.

## Bedreigingen
Duellmanohyla uranochroa is een van de soorten die rond 1990 plotseling sterk in aantal achteruit ging, samen met enkele padden- en anolissoorten, terwijl er van ontbossing of ander menselijk handelen geen sprake was in veel gebieden. Deze teruggang is lang onderzocht en de conclusie was dat de miniemste klimaatveranderingen, zoals een andere temperatuur of luchtvochtigheid al stress veroorzaakten bij de kikkers. Hierdoor raakt onder andere de voortplanting in de war. Rond 1990 dacht men dat het aan El Niño was toe te schrijven, maar de opwarming van de Aarde heeft er waarschijnlijk meer mee te maken. Een tweede belangrijke bedreigende factor is de schimmelziekte chytridiomycose.